# Juliusz Białobrzeski
Juliusz Białobrzeski (poległ 19 lutego 1863 roku pod Krzywosądzem) – student akademii medycznej, powstaniec styczniowy.
W 1861 roku wyemigrował do Włoch. Uczeń szkoły wojskowej w Cuneo. Po wybuchu powstania wrócił do kraju pod rozkazy gen. Ludwika Mierosławskiego.